# Johannes Marinus Dronkers
Johannes Marinus Dronkers (Nigtevecht, 3 april 1896 - Wandsworth, 31 december 1942) deed zich voor als een Engelandvaarder, maar hij bleek een spion te zijn die in Engeland opdrachten voor de Duitsers moest uitvoeren.
Toen de Tweede Wereldoorlog uitbrak, werkte Dronkers als eenvoudige klerk bij de PTT in de Zeestraat in Den Haag.
Dronkers was begin 1942 via zijn zwager in contact gekomen met Alexander Verkuyl, die hem vroeg voor de Duitsers te werken en hem vervolgens in contact bracht met een agent van de Duitse geheime dienst, dr. Schneider. Deze bood hem 100 gulden per maand als beginsalaris, en terwijl hij in Engeland zat zou zijn vrouw 150 gulden krijgen. Schneider zou voor een bootje zorgen.
De opleiding tot spion was in de Vondelstraat in Den Haag. Hij begon meteen op 16 maart. In Engeland zou hij militaire inlichtingen moeten verzamelen en de gegevens naar de Duitsers moeten doorspelen.

## Engelandvaart
Samen met PTT-collega's Jan Bruno de Langen en John Alphonsus Mulder vertrok Dronkers op 16 mei 1942 vanuit Hellevoetsluis in een bootje met de naam Joppe. Mulder, op Java geboren, was pas in september 1939 naar Nederland gekomen als correspondent van Het Nieuws van de Dag voor Nederlands-Indië. Ze hadden zowel het bootje als de motor goed uitgeprobeerd en de reis verliep voorspoedig. Een Brits schip pikte hen op en bracht ze op 18 maart naar Harwich.
Engeland
Dronkers werd ondervraagd door de zeer ervaren Oreste Pinto. Dronkers gaf niets toe, totdat Pinto in een woordenboek speldenprikken aantrof die twee adressen vormden, eentje in Stockholm en eentje in Lissabon. Hij bleek in Nederland ook NSB'er te zijn geweest. Hij werd veroordeeld onder de Treachery Act van 1940 en op oudejaarsavond in de gevangenis van Wandsworth opgehangen.
De Langen en Mulder werden vrijgelaten zodra bleek dat zij niets van Dronkers' bijbedoelingen afwisten.